# Swaledale (Iowa)
Swaledale – miasto w Stanach Zjednoczonych, w stanie Iowa, w hrabstwie Cerro Gordo. W 2000 roku liczyło 174 mieszkańców.